# Jonasie Faber
Pour les articles homonymes, voir Faber.
Joanassie Faber (parfois Jonas, Jonasie ou Joanasie Faber) est né le 1er octobre 1944 au Groenland, est un artiste danois et canadien d'ethnie inuite.

## Marin
Né au Groenland où il passe son enfance, il vit au Danemark avec sa famille de ses 10 à ses 15 ans, puis il suit une formation de navigation en haute mer, à l’Académie Navale du Danemark où il obtient son brevet. Il travaille ensuite à la capitainerie d'un port du Groenland. 

## Galeriste et sculpteur
Faber arrive en Colombie-Britannique vers 1974 et s’installe comme importateur et diffuseur d’Art Groenlandais. Il se rend compte qu'il a l'œil pour reconnaître les œuvres d’art de valeur, aussi bien que pour les créer. Il cesse son travail d’importateur pour se consacrer à la création et commercialise ses propres œuvres sculptées dans la pierre à savon de Colombie-Britannique. Il acquiert une notoriété importante y compris auprès de la famille royale danoise et est exposé dans de multiples galeries en Amérique du Nord et en Europe. Il illustre le livre Art Inuit; C. Baud et al.; Éditions Fragments 1997 et 2006.
Il a longtemps été fasciné par l’histoire des Vikings et s’est occupé à promouvoir la conservation d’une église historique au Groenland. C’est ainsi qu’en 1991 il conduit une mission à Paris auprès de l’UNESCO pour faire inscrire ce site au Patrimoine mondial. Il enseigne ensuite la sculpture et s’occupe de promouvoir les œuvres de ses élèves à San Francisco. Après avoir habité quelques années en Californie, il retourne en Colombie-Britannique et s’installe à Princeton. Il s’intéresse à l’archéologie en particulier sur le site de L’Anse aux Meadows qui pourrait être une trace des contacts avec les Scandinaves en l’an 1003.
Il commence à s’intéresser à la joaillerie, au travail de l'argenterie et continue à sculpter dans la plus pure tradition inuit tout en restant narratif et proche de la vie traditionnelle de la chasse et de la représentation animale.
Il vit aujourd'hui au Canada, en Colombie-Britannique, près de Vancouver. 

## Musées et collections publiques
- Musée national des beaux-arts du Québec[1]
- Winnipeg Art Gallery

## Source
- Biographie sur inuitarteskimoart.com